# Глинка, Борис Борисович

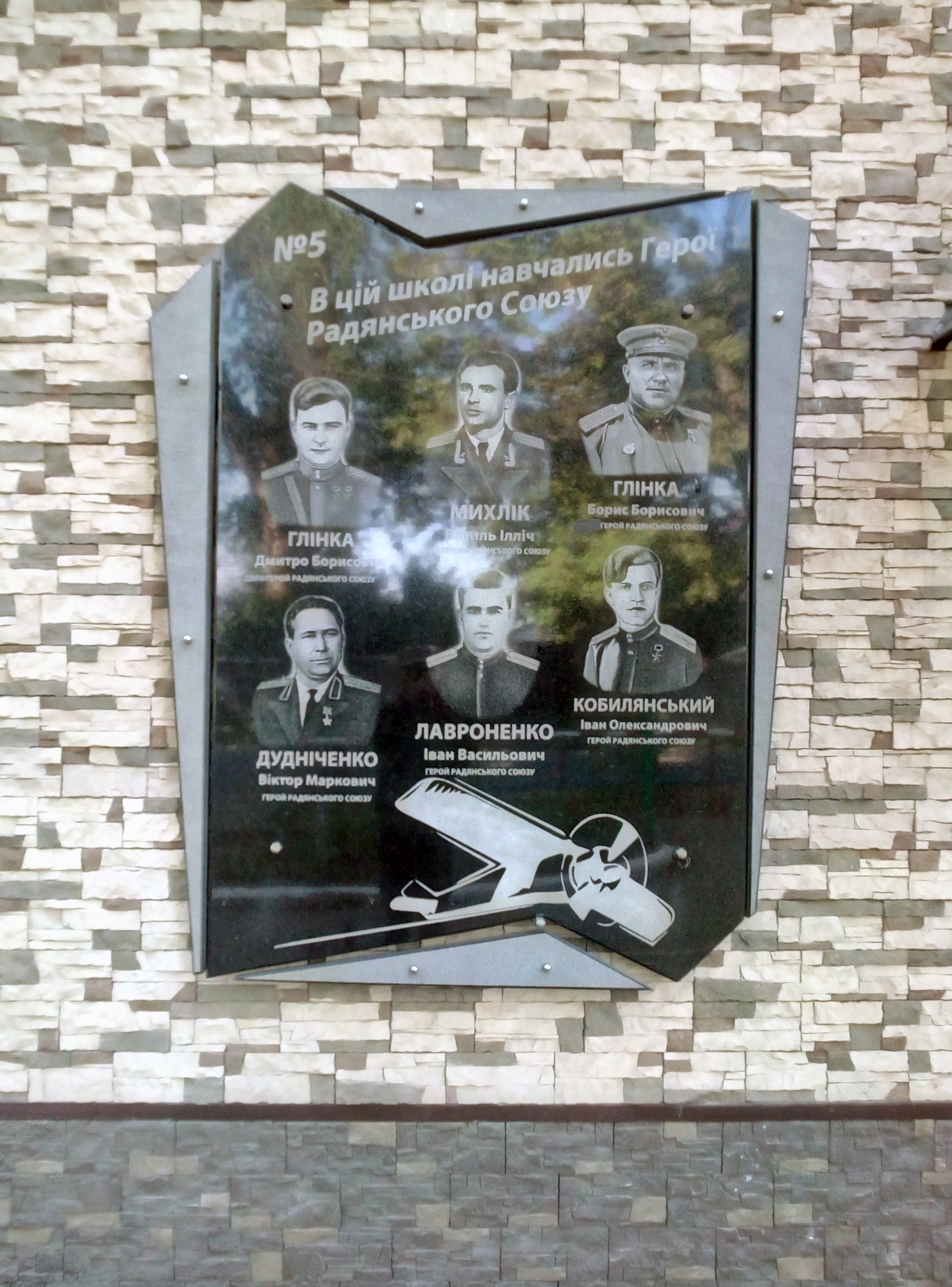
Гимназия № 5 (Кривой Рог)

Борис Борисович Глинка (14 [27] сентября 1914, Александродар, Херсонская губерния — 11 мая 1967, Щёлково-3, Московская область) — полковник Советской армии ВС Союза ССР, участник Великой Отечественной войны, Герой Советского Союза (1943), старший брат Дмитрия Глинки.

## Биография
Родился 14 (27) сентября 1914 года в местечке Кривой Рог.
Жил с семьёй в Кривом Роге в посёлке МОПР в доме № 49 по улице Правды (ныне Тарапаковская улица). В одном доме с ними жила семья Василия Мыхлика.
В 1928 году окончил 7 классов криворожской начальной школы № 12 (ныне гимназия № 5, Тарапаковская улица, 28). С 1929 года работал на шахте. В 1934 году окончил Криворожский горнорудный техникум, после чего работал сменным техником, одновременно учился в Криворожском аэроклубе.
В 1936 году окончил школу лётчиков гражданского воздушного флота в Херсоне, работал в ней лётчиком-инструктором. 31 декабря 1939 года был призван на службу в Рабоче-крестьянскую Красную армию. В 1940 году окончил 8-ю Одесскую военную авиационную школу пилотов, служил в ней лётчиком-инструктором.
С июня 1941 года — на фронтах Великой Отечественной войны. Участвовал в боях на Крымском, Северо-Кавказском, Южном, Закавказском, 4-м, 2-м и 1-м Украинских фронтах. В феврале-марте 1943 года командир звена 45-го истребительного авиационного полка лейтенант Борис Глинка совершил 16 боевых вылетов и в 7 воздушных боях сбил два истребителя и бомбардировщик противника и «за проявленное при этом доблесть и мужество» был награждён орденом Красного Знамени. В марте—апреле 1943 года командир звена 45-го истребительного авиационного полка лейтенант Борис Глинка сбил в воздушных боях ещё 7 немецких самолётов и «за проявленное при этом доблесть и мужество» был награждён вторым орденом Красного Знамени.
К маю 1943 года лейтенант Борис Глинка был адъютантом эскадрильи 45-го истребительного авиаполка 216-й смешанной авиадивизии 4-й воздушной армии Северо-Кавказского фронта. К тому времени он совершил 200 боевых вылетов, принял участие в 14 воздушных боях, в которых сбил 10 вражеских самолётов.
Указом Президиума Верховного Совета СССР «О присвоении звания Героя Советского Союза начальствующему составу Военно-Воздушных сил Красной Армии» от 24 мая 1943 года за «образцовое выполнение боевых заданий командования на фронте борьбы с немецкими захватчиками и проявленные при этом отвагу и геройство» удостоен звания Героя Советского Союза с вручением ордена Ленина за номером 9592 и медали «Золотая Звезда» за номером 991.
26 июля 1943 года присвоено звание гвардии старшего лейтенанта. К ноябрю 1943 года заместитель командира эскадрильи 100-го гвардейского истребительного авиационного полка гвардии старший лейтенант Борис Глинка совершил 106 боевых вылета, провёл 46 воздушных боёв, в которых сбил 25 самолётов противника. Награждён третьим орденом Красного Знамени. В том же месяце Глинке присвоено звание гвардии капитана.
2 июня 1944 года гвардии майор Глинка был назначен командиром 16-го гвардейского истребительного полка. С сентября 1943 года по июль 1944 года гвардии майор Борис Глинка совершил 37 боевых вылетов, участвовал в пяти воздушных боях, в которых сбил три самолёта противника. 14 июля 1944 года в неравном бою был сбит и получил тяжёлое ранение. Всего за время войны Глинка сбил 27 самолётов лично и 2 в группе. Все победы одержаны на истребителе P-39 «Аэрокобра».
В 1946 году командир 16-го гвардейского истребительного Сандомирского ордена Александра Невского полка гвардии майор Борис Глинка был награждён орденом Отечественной войны 1-й степени. В 1946 году майор Глинка назначен старшим инспектором по технике пилотирования 6-го гвардейского истребительного авиационного корпуса.
После окончания войны продолжил службу в Советской армии. В 1952 году полковник Глинка окончил Военно-воздушную академию и был назначен заместителем начальника Фрунзенского военного авиационного училища. В феврале 1953 года назначен заместителем командира 13-й гвардейской истребительной авиационной дивизии. 30 декабря 1956 года награждён орденом Красной Звезды. В августе 1957 года полковник Глинка был назначен заместителем начальника Борисоглебского военного авиационного училища. С февраля 1961 года служил в Центре подготовки космонавтов. Проживал в посёлке Чкаловский (ныне в черте Щёлково) Московской области.
Умер 11 мая 1967 года, похоронен на Гребенском кладбище Щёлково.
Был также награждён рядом медалей.

## Память
- Всесоюзный турнир по настольному теннису, посвящённый братьям Глинкам;
- Имя на Стеле Героев в Кривом Роге.